# Legio XVI (Cesare)
La legio XVI di Cesare era un'unità militare romana di epoca tardo repubblicana, la cui origine è da collegarsi all'inizio della guerra civile (49 a.C.), quando venne costituita da Gaio Giulio Cesare. Dopo la morte del dittatore (44 a.C.), rimase in forze a Marco Emilio Lepido, che aveva costituito con Ottaviano e Marco Antonio il secondo triumvirato. A partire dal 30 a.C., dopo la battaglia di Azio, potrebbe essere confluita o semplicemente rinominata in legio XVI Gallica.

## Storia
La sua formazione è da collegarsi con lo scoppio della guerra civile a fianco di Cesare. Fu probabilmente creata subito dopo la formazione della legio V, in quanto il conquistatore delle Gallie aveva le legioni numerate dalla "V" alla "XV".
Vero è che la legio XV insieme alla legio I erano state trasferite in Italia in vista di una campagna contro i Parti, che non venne mai realizzata. Cesare risultava di fatto penalizzato due volte, poiché gli erano sottratte non una, ma due legioni che avevano da poco concluso la conquista della Gallia. Questo costituì il preludio alla formazione delle legioni XVI, XVII, XVIII, XIX e XX. Le sue prime reclute erano originarie della Gallia cisalpina oppure pompeiani arresisi dopo l'assedio di Corfinio.
Non sappiamo nulla riguardo al suo posizionamento ed alle azioni compiute durante la successiva guerra civile, che combatté certamente. Sembra che abbia marciato insieme a Cesare fino a Brundisium (fine marzo del 49 a.C.), da dove Pompeo riuscì scappare, salpando per l'Epiro.
Con la morte di Cesare (15 marzo del 44 a.C.), passò sotto il comando del triumviro Marco Emilio Lepido. A partire dal 36 a.C. passò, insieme ad altre ventidue o venticinque legioni di Lepido, ad Ottaviano. Dopo la battaglia di Azio (31 a.C.), la troviamo in Africa proconsolare (30 a.C.), per poi recarsi in Gallia a sedare una rivolta in Aquitania sotto Marco Valerio Messalla Corvino (28 a.C.). Da qui la conosciamo come legio XVI Gallica e il suo simbolo divenne il leone.